# Deirdre O'Connell
Deirdre O'Connell (née le 16 juin 1939 dans le South Bronx et morte le 9 juin 2001  à Dublin) est une chanteuse, actrice et directrice de théâtre irlando-américaine.

## Biographie
Dans les années 1960, quittant les États-Unis, Deirdre O'Connell fonda le Focus Theatre à Dublin. Elle fut la compagne de Luke Kelly (membre des Dubliners).